# دالامان
دالامان (به ترکی استانبولی: Dalaman) شهری است در کشور ترکیه که در استان موغله واقع شده‌است. جمعیت این شهر بر اساس سرشماری سال ۲۰۰۸ میلادی ۲۲٬۰۴۶ نفر و بر اساس برآوردهای سال ۲۰۰۹ میلادی ۲۳٬۱۴۷ نفر می‌باشد.